# Calliarthron cheilosporioides
Calliarthron cheilosporioides Manza, 1937  é o nome botânico  de uma espécie de algas vermelhas pluricelulares do gênero Calliarthron, subfamília Corallinoideae.
- Algas marinhas encontradas na América do Norte (Califórnia) e México.

## Sinonímia
Não apresenta sinônimos.